# Maison du Premier président de la cour d'appel
La maison du Premier président de la cour d'appel, connue également sous le nom de villa Lenoir, est une maison remarquable de l'île de La Réunion, département et région d'outre-mer français dans le sud-ouest de l'océan Indien. Située dans le centre-ville de Saint-Denis au numéro 140 de la rue Juliette-Dodu, elle était la résidence du Président de la Cour d'appel depuis 1963. Elle est en partie classée et en partie inscrite aux Monuments historiques le 30 mai 1984,. Depuis 2013, elle appartient à Farouk Mangrolia, et abrite désormais l'AGORAH, une agence d’observation et d’analyse territoriale.
L'accès est ouvert au public par le 36 rue Félix Guyon.

## Histoire
La maison a été construite entre 1852 et 1857 par Charles Lenoir, planteur sucrier et maire de Sainte-Rose. Le premier occupant des lieux est Mazade-Desisles. Lui succèdent Marie Anne Renée Gervais de Lisle de La Mabonnais épouse Hubert de Montfleury puis Marie Dauphine Hubert épouse Pignolet, Louis Déodat Bouquet en 1829, Jean-Baptiste Collet en 1846, Camille Hein en mars 1852, les Lenoir de mars 1852 à 1857, les Adam de Villiers à partir de 1861 et jusqu’en octobre 1909. A cette date le dernier propriétaire privé Paul Ruben de Couderc prend possession de la maison.
En 1919, la colonie de La Réunion fait l’acquisition de la maison. Elle est transférée en 1946 au Département. En 1963, le ministère de la Justice achète la demeure pour y loger le premier président de la cour d’appel.
Revendue par l'État en 2013 à Farouk Mangrolia, celui-ci la fait entièrement restaurer par ALSEI Océan Indien (immobilier d'entreprise) et la renomme villa Lenoir (du nom de son premier constructeur et propriétaire), pour y accueillir ensuite l'AGORAH (centre d’expertises et d’analyses de l’aménagement de La Réunion, agence d’urbanisme et d'étude des évolutions démographiques du territoire).